# Diocèse de Tambacounda

Le diocèse de Tambacounda est l'un des six diocèses suffragants de Dakar (Sénégal).